# Peter von Biron

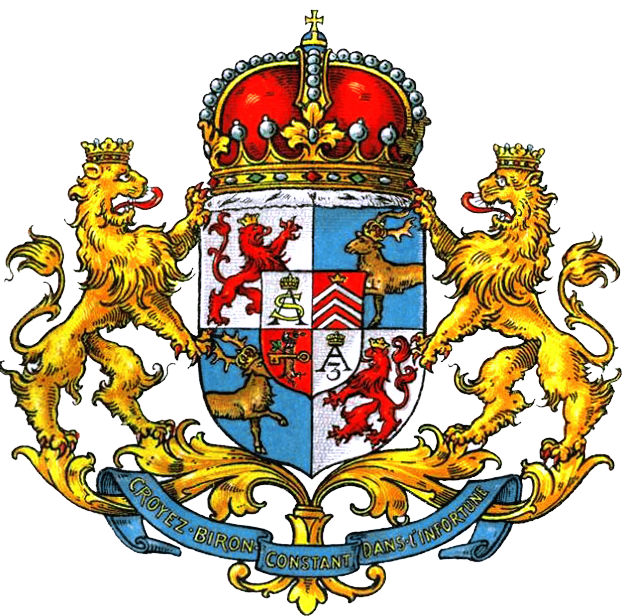
Escudo de armas como Duque de Curlandia.

Peter von Biron o Pedro Biron (15 de febrero de 1724 - 13 de enero de 1800) fue el último duque de Curlandia desde 1769 hasta 1795.
Peter nació en Jelgava (en alemán: Mitau), hijo de Ernst Johann von Biron, futuro Duque de Curlandia, y su esposa Benigna von Trotha. Cuando tenía 16 años, fue forzado a seguir a su familia al exilio en Siberia. En 1769, Peter heredó el Ducado de Curlandia y Semigallia de su padre. Fue elegido Miembro de la Sociedad Real (Royal Society) en 1771.
En 1775, fundó la Academia Petrina en Jelgava esperando que la escuela pudiera llegar a ser una universidad. Cedió su gobierno en el Ducado y luego su territorio al Imperio ruso en 1795, y recibió a cambio una alta compensación. Esto le ayudó a comprar y remodelar un palacio en la calle Unter den Linden de Berlín (Palais Kurland, adquirido en 1782). En 1785, compró el parque y el castillo Friedrichsfelde (parte del actual Tierpark Berlín), el cual construyó con una lujosa belleza. En abril de 1786, adquirió el Ducado de Sagan de la familia bohemia Lobkovic, entonces usaba además el título de Duque de Sagan (Żagań). En 1795, Rusia decidió el destino de Curlandia cuando con sus aliados comenzó el tercer reparto de Polonia. Comoquiera que se diera una "amable recomendación", el Duque Peter von Biron renunció a sus derechos a favor de Rusia. Con la firma del documento final el 28 de marzo de 1795, el Ducado de Curlandia dejó de existir. Cinco años después, Peter murió en Gellenau.

## Matrimonio y descendencia
Peter se casó con:
1. Princesa Carolina de Waldeck-Pyrmont (14 de agosto de 1748 - 1782) en 1765; divorciado en 1772
2. Princesa Eudoxia Borísovna Yusúpova (16 de mayo de 1743 - 1780) en 1774; divorciado en 1778
3. Condesa Dorotea von Medem (miembro de una antigua familia noble de Curlandia) en 1779.[2] Tuvieron seis hijos, dos de los cuales murieron en la infancia. Los otros cuatro fueron:
  - Princesa Guillermina, Duquesa de Sagan; a la muerte de Peter, fue quien heredó el ducado de Sagan en Silesia y el Señorío de Náchod en Bohemia.
  - Princesa Paulina (Mitau, 19 de febrero de 1782 - Viena, 8 de enero de 1845); contrajo matrimonio con el Príncipe Federico Hermann, Príncipe de Hohenzollern-Hechingen; a la muerte de Peter, heredó el Prager Palais, el Señorío de Hohlstein y Nettkow, y a la muerte de Guillermina también heredó el ducado de Sagan en Silesia y el Señorío (Herrschaft) de Náchod en Bohemia.
  - Princesa Johanna Katharina (Würzau, 24 de junio de 1783 - Löbichau, 11 de abril de 1876); desposó con Francesco Ravaschieri Fieschi Squarciafico Pinelli Pignatelli y Aymerich, Duque de Acerenza. En 1806, heredó el Kurland-Palais en Praga y a la muerte de su madre heredó el Señorío de Löbichau en Altenburgischen. Murió sin descendencia.
  - Princesa Dorotea, casada con Edmond de Talleyrand-Périgord, II duque de Talleyrand y I duque de Dino en Calabria. Un noble polaco, Alexander Batowski, era su padre biológico pero Peter la reconoció como hija propia. A la muerte de Peter heredó el Kurland-Palais en Berlín y el Señorío de Deutsch Wartenberg; a la muerte de su hermanastra Paulina en 1845 también heredó el Ducado de Sagan.